# Bugie (film)
Bugie (거짓말?, GeojinmalLR) è un film drammatico del 1999 diretto da Jang Sun-woo.

## Trama
Uno scultore trentottenne e una liceale diciottenne intrecciano una relazione sadomasochista. La ragazza viene picchiata e flagellata col suo consenso. Il rapporto ad un certo punto s'inverte quando è l'uomo a chiedere alla ragazza d'essere preso a frustate, fino a concentrarsi sulla richiesta persistente e sempre più umiliante di lui di essere colpito dalla giovane vestita come una scolaretta.